# Висибаба
Висибаба (лат. Galanthus nivalis) је најранија ефемероида, вишегодишња биљка која расте из луковице. Спада у породицу Amaryllidaceae и означава почетак пролећа својим цветањем.

## Етимологија
Назив рода Galanthus потиче од две грчке речи: gala, што значи млеко и anthos, што значи цвет. Име рода је први увео Карл фон Лине 1735. године. Врсту Galanthus nivalis први пут описује у свом делу Species Plantarum које је објављено 1753.године. Друго име или епитет nivalis означава рано рађање тј. цветање биљке. или боју снега тј. белу врсту.

## Опис биљке
Корен је по типу жиличаст.
Стабло је зељасто, усправно. Подземно стабло је луковица дуга око 1,6 cm и до 1,5 cm широка. Ређи су примерци где се два стабла са цветовима развијају из једне луковице.
Листови су непотпуни (седећи) и у време цветања су 8-9 cm дуги и 0,4-0,7 cm широки. Из сваке луковице се развија два линеарна широка сиво-зелена листа.
Цветови појединачни, бели, клинасти и слабо миришу. Плодник до 10 mm дуг, у свакој од три преграде садржи више семених заметака.
Плод је месната чаура, жутозелене боје, отвара се са три шава. Садржи неколико семена светле боје, дуга 3-4 mm. Врста Galanthus nivalis поседује мала белкаста семена која на себи имају мале меснате структуре које садрже неке хемијске и органске материје које привлаче мраве. Јајник сазрева претежно у троћелијску капсулу.

## Станиште
Живи у листопадним, мешовитим и четинарским шумама, од поплавних низијских шума до субалпског региона. У Алпима се може наћи и до 2200 m надморске висине. Расте у мање-више влажним шумама. Земљиште које јој одговара је растресито и богато хранљивим супстанцама, умерено кисело, хумусно, са иловачом.

## Распрострањеност
Расте у Европи, почевши од Пиринеја, преко Карпата све до Мале Азије. С обзиром да је врло омиљена као украсна биљка и често се гаји, њена аутохтоност у неким европским земљама је дискутабилна. Расте у свим бившим републикама СФР Југославије. Ова биљка се сматра британским дивљим цветом и да одатле води порекло, међутим у новије време се мисли да је доведена много раније и то почетком 16.века.

## Значај
Ово је украсна, лековита и умерено медоносна биљка.

## Галерија
- илустрација
- висибабе
- цвет
- висибаба је ефемероида
- Хабитус
- Плод чахура
- Цвет
- Galanthus nivalis L.